# Ian Bruce
Ian Bruce, född 25 januari 1935, är en australisk friidrottare. Han deltog vid olympiska sommarspelen 1956.